# 前763年
| 千纪： | 前1千纪 |
| 世纪： | 前9世纪 \| 前8世纪 \| 前7世纪 |
| 年代： | 前790年代 \| 前780年代 \| 前770年代 \| 前760年代 \| 前750年代 \| 前740年代 \| 前730年代 |
| 年份： | 前768年 \| 前767年 \| 前766年 \| 前765年 \| 前764年 \| 前763年 \| 前762年 \| 前761年 \| 前760年 \| 前759年 \| 前758年                                                                                    |
| 纪年： | 戊寅年（虎年）；周平王八年；周攜王八年；魯惠公六年；齊莊公三十二年；晉文侯十八年；秦文公三年；楚蚡冒元年；宋武公三年；衛武公五十年；陳平公十五年；蔡釐侯四十七年；曹惠伯三十三年；鄭武公八年；燕鄭侯二年 |

## 大事記
- 後人推算該年亞述出現日食。
- 鄭國消滅胡國。[1]